# Wildcat
Wildcat è il nome di diversi personaggi dei fumetti, tutti supereroi pubblicati dalla DC Comics negli Stati Uniti. Il primo e più famoso è Theodore "Ted" Grant, un membro della Justice Society of America, creato da Bill Finger e dal disegnatore Irwin Hasen. Ted Grant fece il suo esordio in Sensation Comics n. 1 nel gennaio del 1942. 
Una seconda versione del personaggio è un membro dei Ranger di Tomahawk, il cui vero nome è sconosciuto. Questo Wildcat combatté per l'indipendenza durante la Rivoluzione Americana nel XVIII secolo ed esordì nella serie Tomahawk (n. 92, maggio-giugno 1964), creata da France Herron, Fred Ray, Murray Baltinoff e Dan Spiegle. Questa incarnazione non ha alcuna connessione con Ted Grant.
Il personaggio di Ted Grant è noto per essere un campione di pugilato e per aver sviluppato un'identità mascherata per combattere il crimine e riabilitare il proprio nome dopo essere stato coinvolto in attività criminali. Nel corso degli anni, Wildcat ha guadagnato una significativa popolarità come membro della Justice Society of America e ha ispirato altre incarnazioni del suo nome, tra cui Yolanda Montez, che ha preso il suo posto come nuova Wildcat.

## Versioni del personaggio

### Ted Grant
Ted Grant è un normale essere umano a cui sono state conferite le magiche "nove vite", tutte mai perse. Mantiene la sua forma fisica al massimo grazie a un'intensa e regolare attività fisica. È un pugile di fama mondiale e ha allenato diversi eroi, tra cui Batman, Dick Grayson, Freccia Verde e Black Canary.
Ted Grant indossò il costume di Wildcat per la prima volta nel primo numero di Sensation Comics, lo stesso in cui debuttarono Wonder Woman e Mister Terrific. Le origini di Wildcat sono state esplorate anche in Secret Origins n. 3 (1973) e in All-Star Squadron Annual n. 11 (1982).
Henry Grant, temendo per la vita del figlio, promise sul presepe che il bambino non sarebbe mai cresciuto. Lo incoraggiò a intraprendere lo sport e pagò per una buona istruzione, fino a quando lui e la moglie morirono prematuramente. Orfano durante la Grande Depressione, Ted si trovò disoccupato. Una notte, salvò da una rapina "Socker" Smith, il campione dei pesi massimi, che lo prese sotto la sua ala e lo trasformò in un campione di boxe. Tuttavia, inconsapevolmente divenne complice dei sinistri piani del manager di Smith. Socker fu ucciso da un guantone riempito con un pungiglione avvelenato dai manager di Grant, Flint e Skinner. La dose era destinata solo a rallentare Smith, ma i due la prepararono in modo errato. Quando Ted fu arrestato per il crimine, Flint e Skinner, temendo che potesse rivelare ciò che sapeva, tentarono di ucciderlo; tuttavia, Ted sopravvisse.Diventato un fuggitivo, incontrò un bambino che aveva rubato un fumetto di Lanterna Verde. Il ragazzino ispirò Ted a creare il costume di un gatto gigante. Assumendo il nome di Wildcat, si impegnò a riabilitare il proprio nome. Riuscì a portare Flint e Skinner davanti alla giustizia; i due criminali furono costretti a confessare e il nome di Grant fu finalmente riabilitato. Da quel momento in poi, Wildcat continuò a combattere il crimine con determinazione.
Il personaggio moderno di Wildcat è rappresentato come un uomo rude e turbolento, con un accenno di maschilismo che lo porta a frequenti discussioni con Power Girl, una femminista convinta. La sua vitalità in età avanzata è attribuita a una magia che gli conferisce "nove vite". Come molti membri anziani della Justice Society of America (JSA), Wildcat ha assunto il ruolo di mentore per eroi più giovani, tra cui Batman e Black Canary. La sua relazione con Black Canary ha ispirato un episodio della serie animata Justice League Unlimited.
Nelle pagine di All-Star Comics, Wildcat ha avuto diverse avventure come membro della JSA. Negli anni Ottanta, con la pubblicazione di All-Star Squadron, fu introdotta una retcon che mostrava l'interazione tra la maggior parte degli eroi della Seconda Guerra Mondiale. In questo contesto, Wildcat assunse un ruolo significativo. Negli anni Settanta, nella serie All-Star Comics (1976-1979), Wildcat giocò un ruolo centrale come membro della Justice Society. In una storia in cui Lanterna Verde e Bruce Wayne emettevano mandati d'arresto per la JSA, fu l'abilità di Wildcat di affrontare la paura che gli permise di sconfiggere il vero artefice del piano: il secondo Psico-Pirata.Nel 1985, durante la Crisi sulle Terre Infinite, le gambe di Ted furono fratturate da Red Tornado fuori controllo, e gli fu detto che non avrebbe mai più camminato. Tuttavia, scoprì di avere una figlioccia che avrebbe preso il suo posto. Oltre a Yolanda Montez, che divenne Wildcat dopo averlo salvato da una grave ferita, anche Tom Bronson, figlio di Grant, assunse il titolo di Wildcat ed entrò a far parte della JSA.Ted Grant rimane un personaggio iconico nel panorama dei supereroi DC, rappresentando il coraggio e la resilienza nel combattere il crimine e nel formare nuove generazioni di eroi.

#### Terra-1
Esisteva una versione di Ted Grant di Terra-1 pre-Crisi, che si alleò con Batman in numerose occasioni. Come la sua controparte di Terra-2, anche questo Ted Grant era un ex pugile campione di pesi massimi. Tuttavia, la sua carriera fu relativamente breve e molti dei suoi ultimi anni rimangono sconosciuti, così come le sue origini, che sono comunque molto simili a quelle del Ted Grant della Golden Age. Inizialmente, questa variante di Wildcat era stata pensata per essere un abitante di Terra-B; tuttavia, le sue apparizioni successive in diverse storie confermarono la sua esistenza in entrambe le linee temporali. Questa versione di Ted Grant cessò di esistere dopo gli eventi di Crisis on Infinite Earths, facendo sì che la versione di Terra-2 diventasse quella dominante nel nuovo universo unificato. Nonostante ciò, è stato sempre affermato nel periodo post-crisi che Batman ricevette parte del suo allenamento da Ted Grant.

#### Post-Crisi
Dopo Crisis on Infinite Earths, Ted si riprese dalle ferite subite durante la crisi e si unì alla riformata Justice Society of America (JSA), quando il gruppo entrò nel limbo per salvare il mondo dall'imminente assalto iniziato da Hitler decenni prima. Più tardi, lui e i suoi compagni uscirono da quella dimensione, riacquistando importanza come pionieri della comunità eroica. Ted affermò di aver ottenuto i suoi poteri magici all'inizio della sua carriera, il che gli permise di sopravvivere a numerosi danni mortali e ferite gravi (ad esempio, durante Final Night, quando un muro gli cadde addosso).Il Wildcat post-crisi divenne anche uno dei tanti istruttori di Bruce Wayne nel suo percorso per diventare Batman e fu mentore di Black Canary, insegnandole varie tecniche da pugile. La sua resilienza e le sue abilità lo resero una figura fondamentale nella JSA e un simbolo di determinazione e coraggio nel combattere il crimine.
Ted Grant è uno dei quattro membri originali della JSA che fa parte anche dell'attuale formazione ed è visto come una figura paterna gentile (sebbene a volte aggressiva) dai suoi compagni. Spesso litiga con Power Girl, nonostante sembri attratto da lei. Grant ha avuto diverse relazioni con varie donne; una di queste era Irina, madre del suo figlio Jake. Dopo che Jake fu rapito dalla Vespa Gialla, Ted e Irina presero strade diverse. Un'altra importante relazione fu con Selina Kyle, alias Catwoman. Oltre ad allenarla nella boxe, Ted e Selina erano attratti l'uno dall'altra e vissero una relazione tumultuosa. Inoltre, Ted ebbe una relazione con la Regina Ippolita quando quest'ultima viaggiò indietro nel tempo fino alla Seconda Guerra Mondiale. Ted fu profondamente scosso dalla morte di Ippolita nel crossover Our Worlds at War. uesta evoluzione del personaggio riflette non solo la sua resilienza come eroe ma anche le sue complesse interazioni personali che arricchiscono il suo profilo all'interno dell'universo DC.
Assistette anche la Justice League, dove trovò la morte per mano di un folletto della quinta dimensione durante la guerra che infuriava nel cosmo. Si scoprì che possedeva nove vite, un potere conferitogli nel 1945 come ricompensa per aver rifiutato di perdere un incontro di boxe in cui uno stregone chiamato King Inferno aveva scommesso molte anime contro il suo avversario. Con l'aiuto di Zatara, la magia di Inferno fallì nel trasformarlo in un vero gatto, ma gli lasciò le nove vite. Questo spiega perché, nonostante avesse superato i settant'anni, mantenesse un corpo atletico e possente.
Nella riavviata continuità post-Crisi, Ted Grant non subì mai la paralisi. Rimase un ex campione mondiale di pesi massimi di boxe e fece una comparsa in un numero di Sandman di Neil Gaiman, intitolato The Golden Boy.
Più tardi, Ted perse l'ultima delle sue nove vite quando fu ucciso dal suo alleato della Justice Society, Jay Garrick, il Flash originale. I due agirono intenzionalmente per permettere a Ted di sfuggire al controllo della Lancia del Destino, un artefatto che conferiva potere su individui sovrumani, evitando così che il mondo fosse dominato da qualcuno in possesso della Lancia. È stato anche rivelato che Ted fu coinvolto nella "Battaglia per il Cappuccio", una competizione per il ruolo di Batman, che si svolse tra lui, Tim Drake e Dick Grayson.Questa evoluzione del personaggio riflette non solo le sue straordinarie capacità fisiche e magiche ma anche le sue relazioni complesse con altri eroi dell'universo DC.

### Hector Ramirez
Hector Ramirez fece la sua prima apparizione in Batman/Wildcat n. 1 (aprile 1997), creato da Chuck Dixon e disegnato da Beau Smith e Sergio Cariello. Era un pugile protetto di Ted Grant, noto come Wildcat. Dopo aver scoperto che Ted era Wildcat, Hector aspirò a diventare il suo successore, ma Ted rifiutò questa idea. Determinato a dimostrare il suo valore, Hector rubò uno dei vecchi costumi di Ted e si mise a girare per Gotham City spacciandosi per Wildcat.Nel tentativo di smantellare un club di combattimento clandestino in cui criminali si sfidavano in gabbia fino alla morte, Ramirez fu catturato e ucciso sul ring da Killer Croc. Gli organizzatori degli incontri clandestini, Lock-Up ed Ernie Chubb, furono infine fermati da Ted e Batman.La storia di Hector Ramirez non solo arricchisce il mito di Wildcat, ma evidenzia anche le conseguenze dell'aspirazione a ereditare un'eredità così pesante, mostrando come la ricerca di approvazione possa portare a tragiche conseguenze.

### Tom Bronson
Fu rivelato in seguito che Ted Grant aveva un figlio di nome Tom Bronson , che non aveva mai incontrato. La madre di Tom, Marilyn, era una donna con cui Ted aveva avuto una sola notte. Tom non si era fatto vivo prima perché era amareggiato nei confronti di Ted per non averlo coinvolto nella sua vita. Tuttavia, affermò di non credere di poter diventare il prossimo Wildcat, sottolineando che non partecipava a risse dai tempi del liceo e che aveva anche perso il suo unico incontro. 
Successivamente si scoprì che Tom era un metaumano. Quando Wildcat fu attaccato da Vandal Savage, Tom si trasformò in un Gatto Mannaro, simile alla versione presente in Kingdom Come. Decise di continuare a combattere contro Savage, trattenendosi in attesa dei soccorsi, malgrado il suo atavico desiderio di ucciderlo e mangiarlo.
Dopo un'iniziale riluttanza, Tom accettò di condividere il nome in codice di suo padre e si presentò alla Justice Society of America. 
Durante una missione con la Justice League, parlò con Vixen e menzionò i suoi sensi animali sviluppati.
Quando la Justice League si divise riguardo alla natura del semi-dio Gog, Tom si schierò dalla parte di coloro che lo consideravano buono, in contrasto con l'opinione di suo padre.
Tom Bronson possiede la capacità di trasformarsi in un Gatto Mannaro, conferendogli abilità sovrumane come forza aumentata e agilità. Questa trasformazione è probabilmente legata ai poteri della madre, rendendolo un personaggio interessante nel panorama dei metaumani dell'universo DC.La sua evoluzione da figlio distante a eroe attivo nella Justice Society rappresenta non solo una crescita personale ma anche un legame significativo con l'eredità di Ted Grant come Wildcat.

## Poteri e abilità
Ted Grant è un pugile professionista di straordinarie abilità, considerato uno dei migliori combattenti corpo a corpo dell'intero universo DC, a pari merito con Richard Dragon e Deathstroke. Ha fatto da maestro a numerosi eroi, tra cui Batman, Black Canary, Dick Grayson, Freccia Verde e Catwoman. Oltre al pugilato, Ted è esperto in diverse arti marziali, tra cui Muay Thai, Karate Kyokushinkai, Krav Maga, Taekwondo e Wing Chun, e possiede competenze in oltre 120 stili di combattimento. Questa vasta esperienza gli consente di affrontare e sconfiggere avversari del calibro di Batman e Freccia Verde. Durante i combattimenti, utilizza frequentemente tirapugni ed è molto abile con varie armi come nunchaku, bastoni, pugnali da lancio e altre armi da taglio.Nonostante la sua età avanzata, Ted mantiene capacità fisiche eccezionali. Possiede una forza straordinaria, capace di sollevare un uomo con una sola mano e di rompere il metallo con i pugni. La sua agilità è altrettanto impressionante; può correre a grande velocità e compiere acrobazie straordinarie. 
Ted ha un'elevata resistenza che gli consente di sopportare cadute da altezze estreme e veri pestaggi. Grazie ai suoi riflessi eccezionali, è in grado di schivare proiettili a distanza ravvicinata e afferrare frecce scagliate da esperti arcieri come Freccia Verde e Roy Harper.Ted Grant possiede anche il potere delle "nove vite", che gli consente di risorgere dopo aver subito un infortunio mortale fino a nove volte. In un'occasione è sopravvissuto dopo essere stato colpito da un muro. Sebbene abbia affermato di aver esaurito le sue nove vite, in realtà continuerà ad averne fino a quando non le perderà tutte nello stesso momento in un tempo non specificato. Grazie alla magia delle nove vite, Ted non invecchia finché non avrà esaurito tutte le sue vite e guarisce rapidamente anche da ferite gravi. Inoltre, possiede una vista notturna che gli consente di vedere anche nella completa oscurità.Queste abilità fanno di Ted Grant un personaggio unico nel panorama dei supereroi DC, rappresentando non solo la forza fisica ma anche la resilienza e l'abilità nel combattimento.

## Altre versioni
In Kingdom Come, Alex Ross e Mark Waid fecero una versione di Wildcat col corpo di Tom Bronson e lo spirito del padre Ted Grant, che si vede al lavoro con la squadra di Batman. Non è dato sapere se alla fine della guerra sia morto o no.

## Altri media

### Cinema
- Ted Grant appare sia in costume che in borghese nel film d'animazione Justice League: The New Frontier. Lo si vede all'inizio del film, durante i titoli d'apertura, e alla fine mentre combatte in un match di boxe. In questa pellicola, Ted è un membro fondatore della Justice Society of America (JSA), che si sciolse dopo la morte di Hourman.

### Televisione
- Nei due episodi "Colleghi paralleli" e "La realtà dell'illusione", i membri della Justice League, tra cui Lanterna Verde, Flash, Hawkgirl e Martian Manhunter, si alleano con la Justice Guild of America. Il membro della JGA Catman è una fusione tra Wildcat, il Cat-Man dei fumetti e il Batman della Golden Age.
- Wildcat (Ted Grant) compare anche nella serie animata Justice League Unlimited. Ha un ruolo di rilievo nell'episodio "Il Gatto e il Canarino", dove partecipa a un incontro di boxe dopo aver svolto alcune missioni, lasciandolo ad allenare gli altri eroi alla Torre di Guardia. Sconfigge Sportsmaster, ma il suo combattimento con Atomic Skull viene interrotto da Freccia Verde e Black Canary. Black Canary fa un patto con Roulette: se riuscirà a battere il suo mentore Wildcat, Roulette bandirà quest'ultimo dal Meta-Brawl per sempre; se perderà, Black Canary non interferirà più nella vita di Roulette. Freccia Verde utilizza una freccia soporifera su Black Canary e combatte al suo posto contro Wildcat. Con l'uso di un siero che lo porta in stasi metabolica, Freccia Verde simula la propria morte durante il match. Questo evento aiuta Wildcat a comprendere l'orrore dei combattimenti in cui si lasciava coinvolgere da Roulette per alimentare il giro di scommesse legato agli incontri, convincendolo a smettere. Successivamente, lo si vede in terapia con Martian Manhunter.
- Nell'episodio "Panico nei cieli", Ted combatte contro i cloni degli Ultimen. Questa rappresentazione di Ted Grant evidenzia non solo le sue abilità nel combattimento ma anche la sua evoluzione come personaggio che affronta le conseguenze delle sue scelte e delle dinamiche del mondo dei supereroi.

- Wildcat appare nell'episodio "Enter the Outsiders" di Batman: The Brave and the Bold, doppiato da R. Lee Ermey.[5] In questo episodio, Ted Grant è presentato come un mentore per Batman, mostrando il suo ruolo nell'allenarlo mentre Batman è ancora determinato a combattere il crimine. Wildcat aiuta Batman nella sua lotta contro gli Outsiders (Black Lightning, Katana e Metamorpho), che lavorano per Slug. Dopo aver scoperto il nascondiglio di Slug, entrambi vengono catturati e rischiano di essere dati in pasto a una tartaruga gigante. Grazie alla sua astuzia, Wildcat riesce a liberarsi, ma non può salvare Batman, lasciandolo alla mercé della creatura.Wildcat affronta Slug in un combattimento, sconfiggendolo e gettandolo in un fiume inquinato. Successivamente, persuade gli Outsiders a non considerarsi semplici fenomeni da baraccone. Quando Slug [6] riemerge dal fiume, gli Outsiders si uniscono a Batman per affrontarlo, ma Wildcat subisce un attacco di cuore. Su consiglio di Katana, Black Lightning e Metamorpho, i suoi alleati riescono a rianimarlo. Dopo questo evento, Wildcat inizia ad allenare gli Outsiders nella boxe.
- Wildcat appare anche nella terza stagione della serie televisiva Arrow, dove è rappresentato come un pugile delle Glades.
- Inoltre, Wildcat compare come teenager nella prima stagione di Stargirl.